# Eurygryllodes warrani
Eurygryllodes warrani är en insektsart som beskrevs av Otte, D. och R.D. Alexander 1983. Eurygryllodes warrani ingår i släktet Eurygryllodes och familjen syrsor. Inga underarter finns listade i Catalogue of Life.